# Baraamu jezik
Baraamu jezik (ISO 639-3: brd; baram, barhamu, bhramu, brahmu, bramu), jedan od dva jezika istočne podskupine zapadnohimalajskih jezika, kojim govori 2 000 ljudi (1998) u nekoliko sela u nepalskoj zoni Gandaki, 7 383 etničkih (2001 popis; narod se zove Baramo).
Srodan mu je thangmi [thf] (Grierson-Konow).

## Vanjske poveznice
- Ethnologue (14th)
- Ethnologue (15th)